# Ессекс (Коннектикут)
Ессекс (англ. Essex) — місто (англ. town) в США, в окрузі Міддлсекс штату Коннектикут. Населення — 6733 особи (2020).

## Демографія
Згідно з переписом 2010 року, у місті мешкали 6683 особи в 2916 домогосподарствах у складі 1897 родин. Було 3261 помешкання
Расовий склад населення:
| - 96,2 % — білих - 1,2 % — азіатів - 0,6 % — чорних або афроамериканців - 0,1 % — корінних американців |

До двох чи більше рас належало 1,0 %. Частка іспаномовних становила 2,7 % від усіх жителів.
За віковим діапазоном населення розподілялося таким чином: 20,8 % — особи молодші 18 років, 57,1 % — особи у віці 18—64 років, 22,1 % — особи у віці 65 років та старші. Медіана віку мешканця становила 49,2 року. На 100 осіб жіночої статі у місті припадало 90,5 чоловіків;  на 100 жінок у віці від 18 років та старших — 86,9 чоловіків також старших 18 років.
Середній дохід на одне домашнє господарство  становив 116 449 доларів США (медіана — 87 857), а середній дохід на одну сім'ю — 147 259 доларів (медіана — 121 508). Медіана доходів становила 76 477 доларів для чоловіків та 63 107 доларів для жінок. За межею бідності перебувало 5,0 % осіб, у тому числі 2,7 % дітей у віці до 18 років та 0,9 % осіб у віці 65 років та старших.
Цивільне працевлаштоване населення становило 3328 осіб. Основні галузі зайнятості: освіта, охорона здоров'я та соціальна допомога — 26,1 %, науковці, спеціалісти, менеджери — 17,6 %, роздрібна торгівля — 10,8 %, виробництво — 10,4 %.